# Libnotes (Afrolimonia) discobolina catella
Libnotes (Afrolimonia) discobolina catella is een ondersoort van de tweevleugelige Libnotes (Afrolimonia) discobolina uit de familie steltmuggen (Limoniidae). De ondersoort komt voor in het Afrotropisch gebied.